# Richard Zago
Pour les articles homonymes, voir Zago.
Pas d'image ? Cliquez ici

a Compétitions nationales et continentales officielles uniquement.

Dernière mise à jour le 9 février 2022.
Richard Zago, né le 25 janvier 1965 à Toulouse, est un joueur français de rugby à XV, évoluant au poste d'ailier ou de centre.
C'est le fils de Fernand Zago.

## Biographie
Richard Zago est formé au Stade montois où il joue jusqu'en 1986 avec notamment l'international Laurent Rodriguez. Cette année là, le club landais est relégué dans le second groupe.
Il rejoint alors le FC Grenoble finaliste du challenge Yves du Manoir en 1986 entraîné par Jean Liénard lors de la saison 1986-1987.

### Vainqueur du challenge Yves du Manoir 1987
Il remporte cette année-là avec son nouveau club le challenge Yves du Manoir. Grenoble s'impose contre Agen 26-7 en finale.
Il reste jusqu'en 1988 avant de retourner au Stade montois une saison.
Ensuite en 1990 il rejoint le RC Toulon vice-champion de France en titre où il évolue pendant deux saisons.
Il ne joue alors pas les phases finales du Challenge du Manoir qui voit le RC Toulon être éliminé par Grenoble 24-9, son ancien club. 
Il joue en revanche le quart de finale du Championnat la même année où le RC Toulon est éliminé par Agen 6-0.
Moins utilisé par son entraîneur Bernard Herrero la saison suivante, il ne participe pas au mythique Toulon-Bègles qui voit les Varois être éliminé en huitième de finale aller-retour.
Richard Zago joue également pour le RC Châteaurenard lors de la saison 1995-1996 en groupe A2 et pour l'Aix Rugby Club.

## Palmarès
Avec le FC Grenoble
- Challenge Yves du Manoir :
  - Vainqueur (1) : 1987